# Церковь Святого Акопа Айрапета (Юхары-Айлис)
Церковь Святого Акопа Айрапета (арм. Սուրբ Հակոբ-Հայրապետ եկեղեցի) — ныне утраченная армянская церковь, основанная в XI—XII веках, располагавшаяся в селе Верхний Агулис Ордубадского района Нахичеванской Автономной Республики Азербайджана. Была полностью разрушена к 3 февралю 2000 года, что запечатлено на спутниковом снимке IKONOS.

## История
Церковь имела уникальное сочетание камня и кирпичной кладки и хорошо сохранялась на протяжении веков.
Как видно на спутниковом снимке IKONOS, церковь была полностью разрушена к 3 февралю 2000 года. К 6 сентябрю 2021 года на месте бывшей церкви появился сад и нечто похожее на бассейн.

## Устройство церкви
Церковь представляла собой однонефное строение с двухъярусной прямоугольной апсидой. Армянские надписи украшали нижнюю часть купола и западный фасад.